# Château de Thuillières
Le château de Thuillières est un château de la commune de Thuillières à l'ouest du département des Vosges en région Lorraine.

## Histoire
Il existait au pied du village un château médiéval construit par Simon de Thuillières en 1328. Au début du XVIIIe siècle, ce château appartient au marquis Marc de Beauvau-Craon, gouverneur et grand écuyer de Lorraine, mais la bâtisse n'est plus habitable. Le marquis qui était couvert de dettes, voit sa propriété mise en saisie et c'est l'architecte Germain Boffrand qui la rachète en 1722 pour 10 000 livres. 

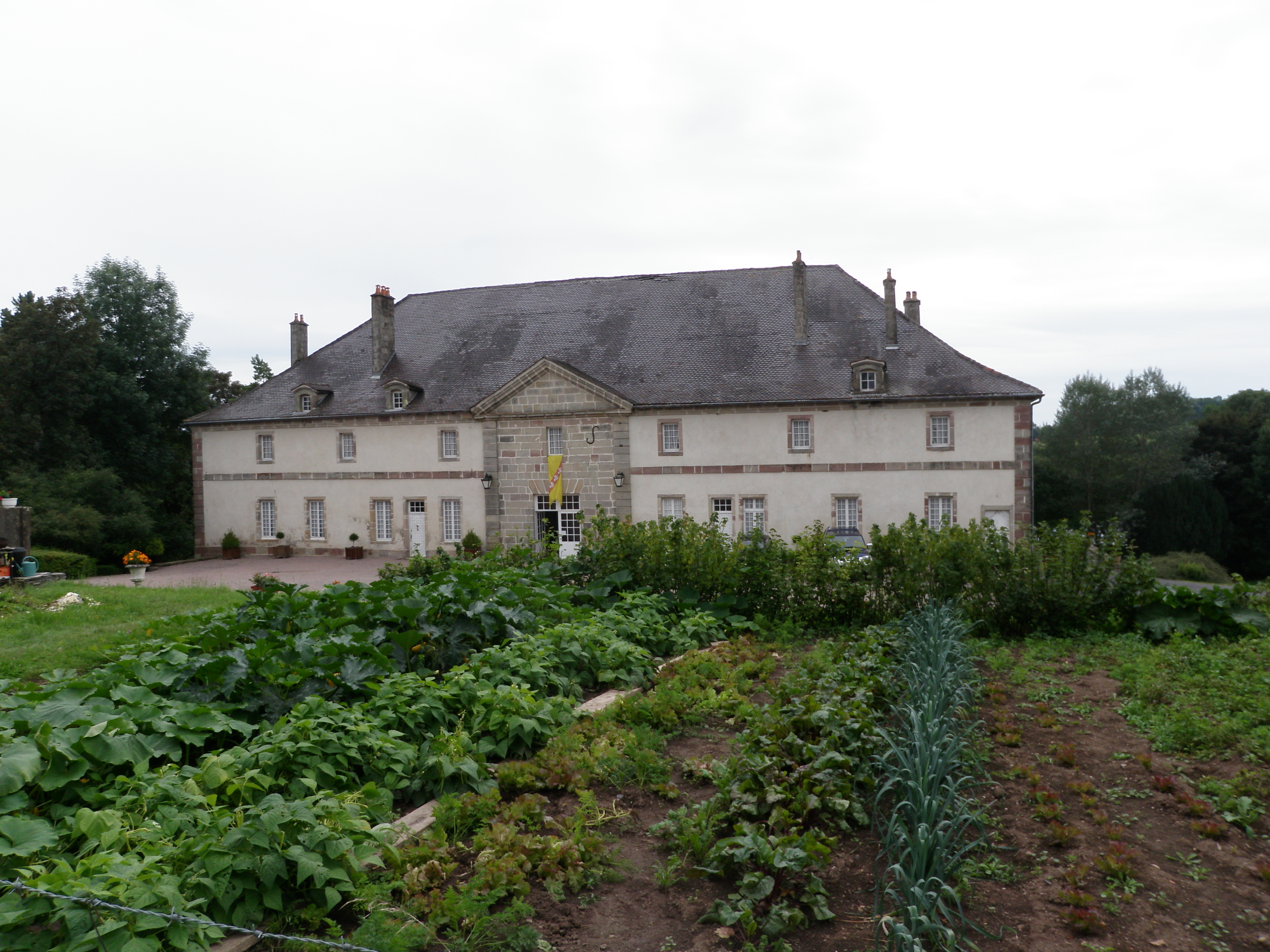
Le château de Thuillières et son potager

Germain Boffrand souhaite avoir une résidence en Lorraine où il séjourne souvent pour ses nombreux chantiers de l'époque (le château d'Haroué, la cathédrale de Nancy, l'hôtel de la Monnaie de Nancy, le château de la Favorite...). Il décide de raser l'ancien château féodal et de se servir des matériaux de celui-ci pour construire le nouveau château entre 1722 et 1725. Il soigne particulièrement la façade donnant sur les jardins. Mais Germain Boffrand en conflits permanent avec les habitants du village et les seigneurs locaux, et après la mort de son mécène lorrain le duc Léopold Ier en 1729, finit par revendre sa propriété en 1736 !
Le château est racheté par Jean-François d'Hablenville, écuyer du duc de Lorraine. A la révolution française, il appartient à la famille Randenrodt. En 1874, il est acheté par Charles de Finance, issu d'une famille de gentilshommes verriers, qui occupe la partie sud du château et louant la partie nord à des agriculteurs. 
En 1973, il est acheté par Bernard Diné qui restaure la toiture à l'ancienne et certaines pièces d'apparats, détruit les bâtiments parasites de la cour d'honneur qui ont été ajoutés au cours des décennies successives et aménage le parc. En 1985, Matthieu Cognet devient le nouveau propriétaire (il possède également depuis 2000 le château de Sandaucourt). Il ouvre le château à la visite à la période estivale et le ministère de la culture inscrit le château et le pigeonnier aux monuments historiques le 25 juin 1986 puis classe les façades et la toiture le 28 août 1989.

## Description et visite

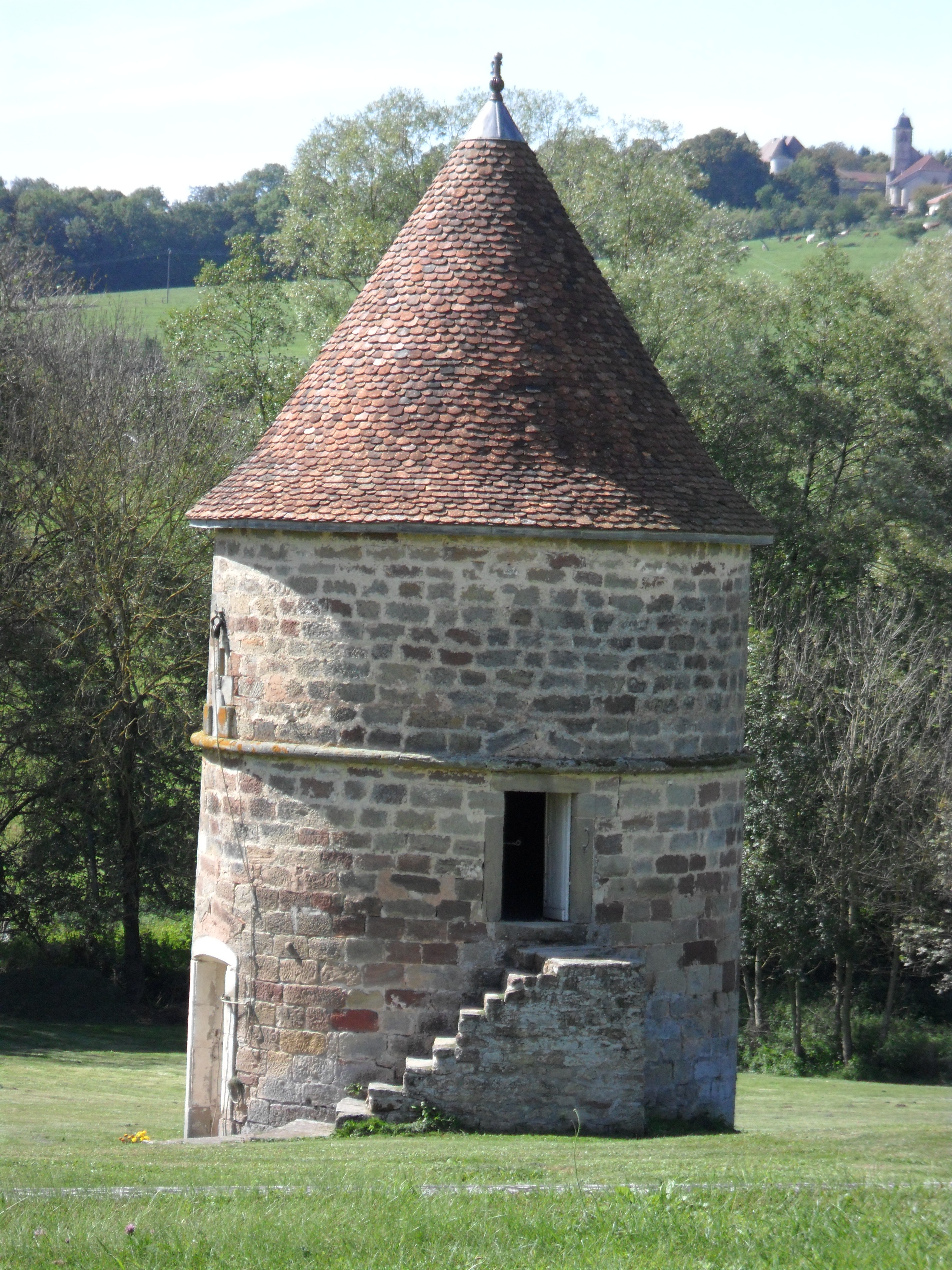
Le pigeonnier

Le château est de forme rectangulaire. La façade est donne sur la cour d'honneur et le village. Elle a un aspect sévère avec un fronton triangulaire central. La façade ouest, donnant sur les jardins, a une avancée en demi rotonde qui domine un perron à double rampe et une fontaine Louis XIV. 
À côté de la façade nord du château, on peut admirer le pigeonnier du XVIIIe siècle, construit dans une ancienne tour du XIVe siècle. Le pigeonnier conserve ses 700 boulins (niches des pigeons) et son échelle tournante.
À l'intérieur on peut visiter :
- le salon principal de forme ovale, au centre du château, dont les fenêtres donnent sur le parc
- la chambre de la baronne de Thuillières avec son lit "à la Polonaise", sa coiffeuse et son secrétaire
- la chapelle et ses ornements religieux
- le musée Ève Lavallière retraçant la vie et la conversion au catholicisme de la célèbre actrice du Théâtre des Variétés de Paris de la Belle Époque, qui termine sa vie à Thuillières entre 1920 et 1929.
- le grenier couvrant toute la surface de la toiture
- les caves

Il est à noter que le château fait face au château de Saint-Baslemont situé sur la commune voisine de Saint-Baslemont.
Entre l'été 2012 et 2014, les visites guidées du château sont agrémentées par des saynètes écrites et mise en scène par Martin Poirot et interprétées par la troupe des A.J.T. de Monthureux le sec. 
http://mlstheatre.fr/presse2013_thuilleres_a.php